# Peñas de San Pedro
Peñas de San Pedro és un municipi situat cap al centre de la província d'Albacete. El poble inclou les pedanies de Cañada del Salobral (o Molina), Casa Cañete, El Colmenar, El Fontanar de Alarcón, El Fontanar de las Viñas, La Fuensanta, La Rambla, El Roble, El Royo, El Sahúco, La Solana i El Valero.

## Demografia

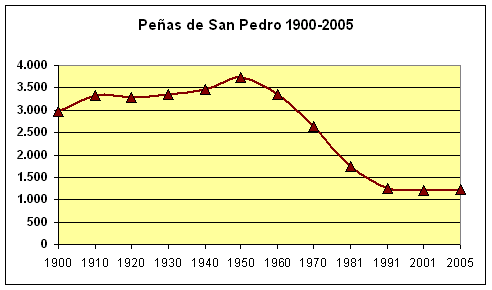
Evolució demogràfica per dades desenals, 1900-2005